# Ralph Herseth
Ralph Herseth, född 2 juli 1909 i Houghton, South Dakota, död 24 januari 1969 i Aberdeen, South Dakota, var en amerikansk demokratisk politiker. Han var den 21:a guvernören i delstaten South Dakota 1959-1961.
Herseth studerade vid North Dakota State College i Fargo, North Dakota. Han var ledamot av delstatens senat i South Dakota 1951-1952 och 1957-1958. Herseth kandiderade till omval efter en mandatperiod som guvernör men förlorade valet mot republikanen Archie M. Gubbrud. Herseth kandiderade än en gång i 1962 års guvernörsval men förlorade igen mot Gubbrud.
Kongressledamoten Stephanie Herseth Sandlin är Herseths sondotter. Hans grav finns på Houghton Cemetery i Houghton, South Dakota. Herseth var lutheran av norsk härkomst.